# 安西エリ
安西エリ（あんざい えり、1960年1月31日- ）は、日本の元ポルノ女優。

## 来歴・人物
神奈川県出身。身長166.6cm、体重56.3kg。B89.3cm、W62.8cm、H88.8cm。 

## 出演

### 映画
- 若妻 淫蕩狂い（1980年、にっかつ）
- 女子大生 快楽あやめ寮（1980年、にっかつ）
- 若後家海女 うずく（1980年、にっかつ）
- 赤い通り雨（1980年、にっかつ）
- セミドキュメント つぼさぐり（1980年、にっかつ）
- 宇能鴻一郎の浮気日記（1980年、にっかつ）
- （秘）盗聴 しゃぶり泣き（1980年、にっかつ）
- セックスドック 淫らな治療（1980年、にっかつ）
- 宇能鴻一郎の修道院付属女子寮（1981年、にっかつ）
- 女子大生 ザ・穴場（1981年、にっかつ）
- 色情海女 ふんどし祭り（1981年、にっかつ）
- 女の穴場 三度目の絶頂（1982年、にっかつ）
- 受験慰安婦（1982年、にっかつ）
- 連続殺人鬼 冷血（1984年、ジョイパックフィルム）

### オリジナルビデオ
- 安西エリの海外版 南海の楽園 禁断の園（1982年、みみずくビデオパック）
- 安西エリの海外版 禁断の珊瑚礁（1982年、みみずくビデオパック）
- ドキュメント 新ザ・オナニー13（1983年、みみずくビデオパック）

## 写真集
- STRAWBERRY STATEMENT PART.2（1981年、愛宕書房）